# Корсун, Анатолий Николаевич
Анатолий Николаевич Корсун (род. 19 октября 1947) — советский и российский дипломат. Чрезвычайный и полномочный посол (2012).

## Биография
Окончил Харьковский политехнический институт (1972) и Дипломатическую академию МИД СССР (1986).
На дипломатической работе с 1986 года.
- В 1986—1991 годах — сотрудник Посольства СССР в Ливии.
- В 1994—1998 годах — генеральный консул России в Бресте (Белоруссия).
- В 2001—2004 годах — генеральный консул России в Харькове (Украина).
- В 2004—2005 годах — советник-посланник Посольства России на Украине.
- В 2005—2008 годах — заместитель директора Департамента кадров МИД России.
- С 29 февраля 2008 по 6 августа 2014 года — чрезвычайный и полномочный посол Российской Федерации в Ботсване[1][2].

## Семья
Женат, имеет сына.

## Награды
- Знак отличия «За безупречную службу» XX лет (25 июля 2007) — за многолетнюю плодотворную дипломатическую деятельность[3].
- Медаль ордена «За заслуги перед Отечеством» II степени (23 июня 2014) — за реализацию внешнеполитического курса Российской Федерации[4].

## Дипломатический ранг
- Чрезвычайный и полномочный посланник 2 класса (1 апреля 1996)[5]
- Чрезвычайный и полномочный посланник 1 класса (25 августа 2004)[6]
- Чрезвычайный и полномочный посол (14 ноября 2012)[7].